# Предикативация
Предикативация — вид транспозиции, при котором происходит переход в разряд категории состояния языковых единиц других частей речи.
По мнению Шигурова В. В., предикативация — это особый, принципиально иной тип транспозиции слов и словоформ, при котором языковые единицы не перерождаются в какую-то новую часть речи, а используются в речи «нестандартно» — в особой синтаксической функции предиката односоставного безличного предложения для передачи семантики состояния, утрачивая (или нейтрализуя) в этой позиции семантические, морфологические и синтаксические признаки исходных частей речи, избыточные для данного употребления.

## В русском языке
По происхождению предикативов выделяют следующие:
- наречия на -о: Он весело (наречие) смеётся. — Ему весело (слово категории состояния).
- имена существительные: грех, позор, стыд, охота, лень, срам и др.: Над старостью смеяться грех — грех — слово категории состояния, выражающее морально-этическое состояние человека (в значении ‘плохо’) и функционирующее как сказуемое безличного предложения (вместе с инфинитивом смеяться). Переход существительного в категорию состояния сопровождается не только изменением в лексическом значении, но и потерей грамматических значений — рода, числа, падежа. Подобные образования используются в разговорно-бытовой речи.
- инфинитив: наплевать, плевать, начхать, чихать, начихать: Плевать ему с высокого дерева.
- местоимение: нипочём: На улице мороз, а ему нипочём.